# Kleine breedplaatmycena
De kleine breedplaatmycena (Phloeomana speirea) is een schimmel behorend tot de familie Porotheleaceae. Deze paddenstoel groeit solitair of in kleine groepen op de stammen van loofbomen, op schors, houtsnippers en gevallen takjes. Hij komt voor van de lente tot laat in de herfst. Hij leeft saprotroof vooral in loofbossen op vochtige, voedselrijkere bodem.

## Kenmerken
Hoed
De hoed heeft een diameter van 2-10 mm. De vorm is halfbolvormig, parabolisch of convex tot vlak-convex, soms met een ondiepe centrale inzakking en soms ook met een kleine umbo of papil, die met de leeftijd afvlakt. De hoed heeft ondiepe groeven, soms enigszins geribbeld en hobbelig, en is min of meer doorzichtig-geribbeld, met een lichte poederlaag of fijn behaard als hij jong is. Later wordt hij gladder maar enigszins vochtig (vuil kan aan het oppervlak kleven). De kleur varieert van bleek grijsbruin tot bleekgeel-sepia bruin, donkerder in het midden en lichter naar de buitenrand toe, droogt op tot wit. Het vlees is tot 1 mm dik, bleek waterig geelbruin tot dof wit. De hoed is zwak hygrofaan en bleker opdrogend.
Lamellen
De lamellen staan wijd uit elkaar en lopen kort langs de steel af. Er zijn tien tot zeventien lamellen die de steel bereiken. De kleur is wit tot witachtig, soms met een gele tint, met een rechte tot holle rand die dezelfde kleur heeft als de lamellen zelf. De lamellen zijn tot 2,5 mm breed. Tussenlamellen zijn schaars aanwezig. De tussenlamellen zijn vaak aderig, boogvormig en kort langs de steel aflopend. 
Steel
De steel is 7-30 mm lang en 0,5-2 mm dik. Hij is hol, breekbaar, gelijkmatig of taps toelopend naar beneden, recht tot enigszins gebogen, rond, fijn behaard over het gehele oppervlak. De kleur is waterig wit of geelachtig, soms met een bruine zweem, vooral onderaan meer uitgesproken sepia van kleur. De basis is bedekt met grove, witte fibrillen die hem aan het substraat bevestigen. Bij aanraking met een kleine druppel Melzers reagens kleurt het bovenste deel van de steel van verse vruchtlichamen wijnrood tot bruinachtig violet.
Geur en smaak
Hij heeft geen opvallende geur, smaak is niet duidelijk te onderscheiden.

### Microscopische kenmerken
De basidia zijn tweesporig, knotsvormig, met sterigmata 5,5-7 µm lang en meten 22-28 (-35) × 5,5-7 µm. De basidiosporen zijn peervormig tot amandelvormig, glad en niet amyloïde en meten meten 7,5-10 (-11) × 4,5-5,8 µm. De cheilocystidia vormen een steriele band, cilindrisch, knotsvormig, of enigszins onregelmatig van vorm, vaak eenvoudig maar soms vertakt of bedekt met enkele uitsteeksels, gebogen tot enigszins kronkelend en meten 22-45 × 3,5-8 µm. Pleurocystidia ontbreken. De lamellaire trama vertoont zwak tot geen dextrinoïde reactie. Hyfen van de pileipellis zijn 1,5-3,5 µm breed, bedekt met eenvoudige tot vertakte, min of meer cilindrische, gebogen tot kronkelige uitsteeksels, soms gelatiniserend, met intracellulaire bruine pigmentatie in de lagere lagen van de pileipellis.
De hyfen van de corticale laag van de steel zijn 2,5-3,5 µm breed, glad, bedekt met caulocystidia van 15-100 (of meer) × 2,5-8 µm. Gespen ontbreken in de 2-sporige vorm.

## Verspreiding
In Nederland komt hij zeer algemeen voor. Hij staat niet op de rode lijst en is niet bedreigd.

## Foto's

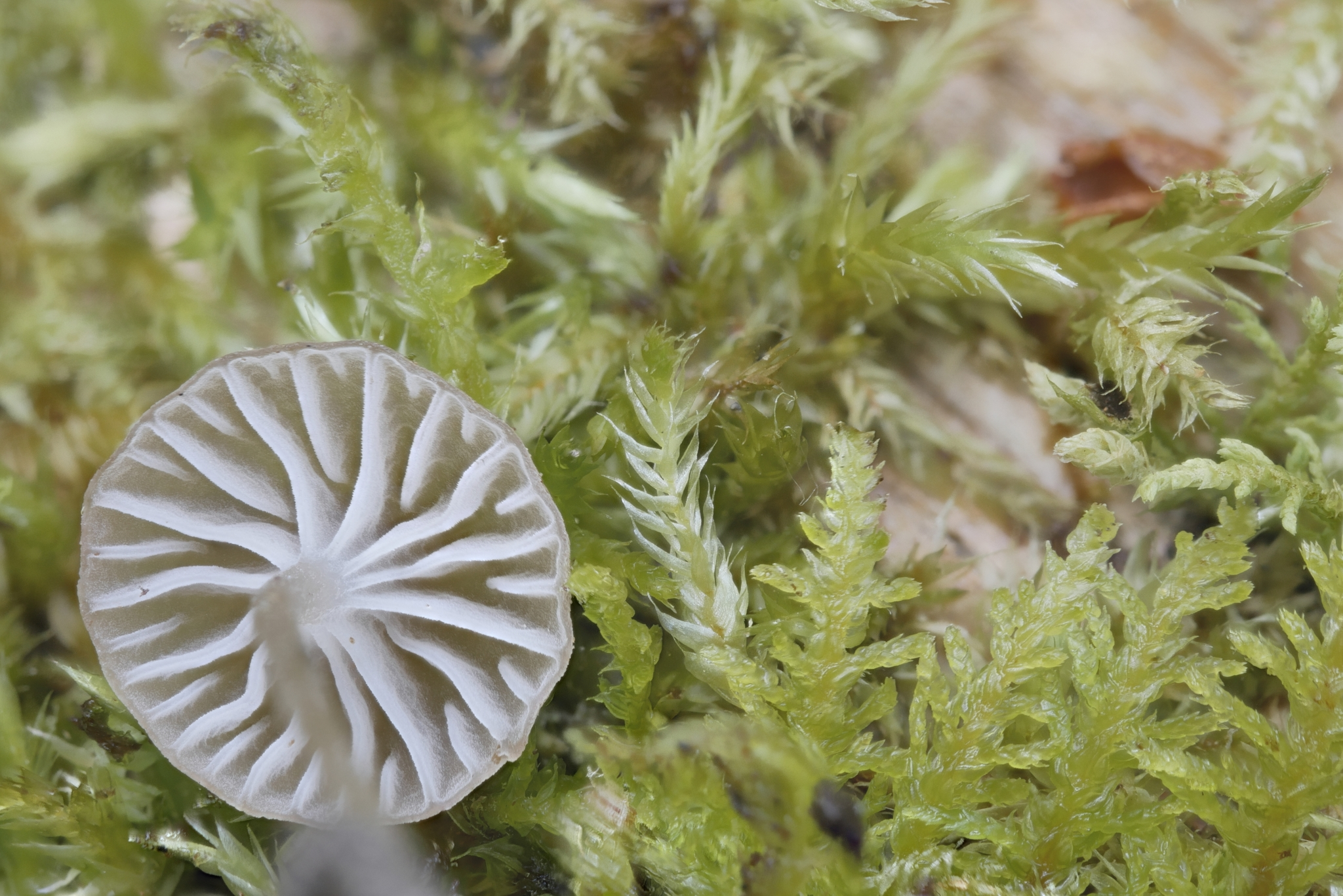
Lamellen
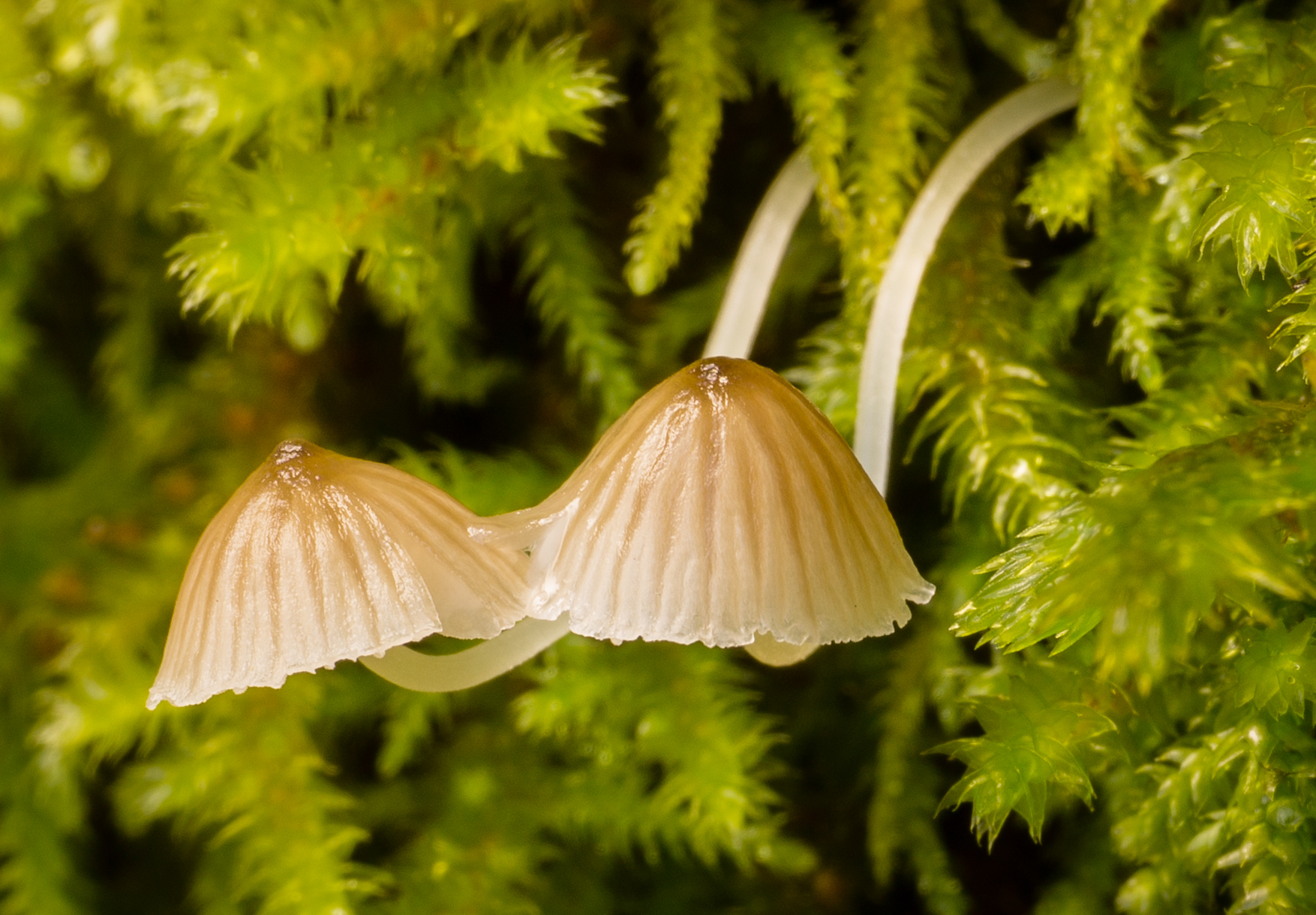
Hoed
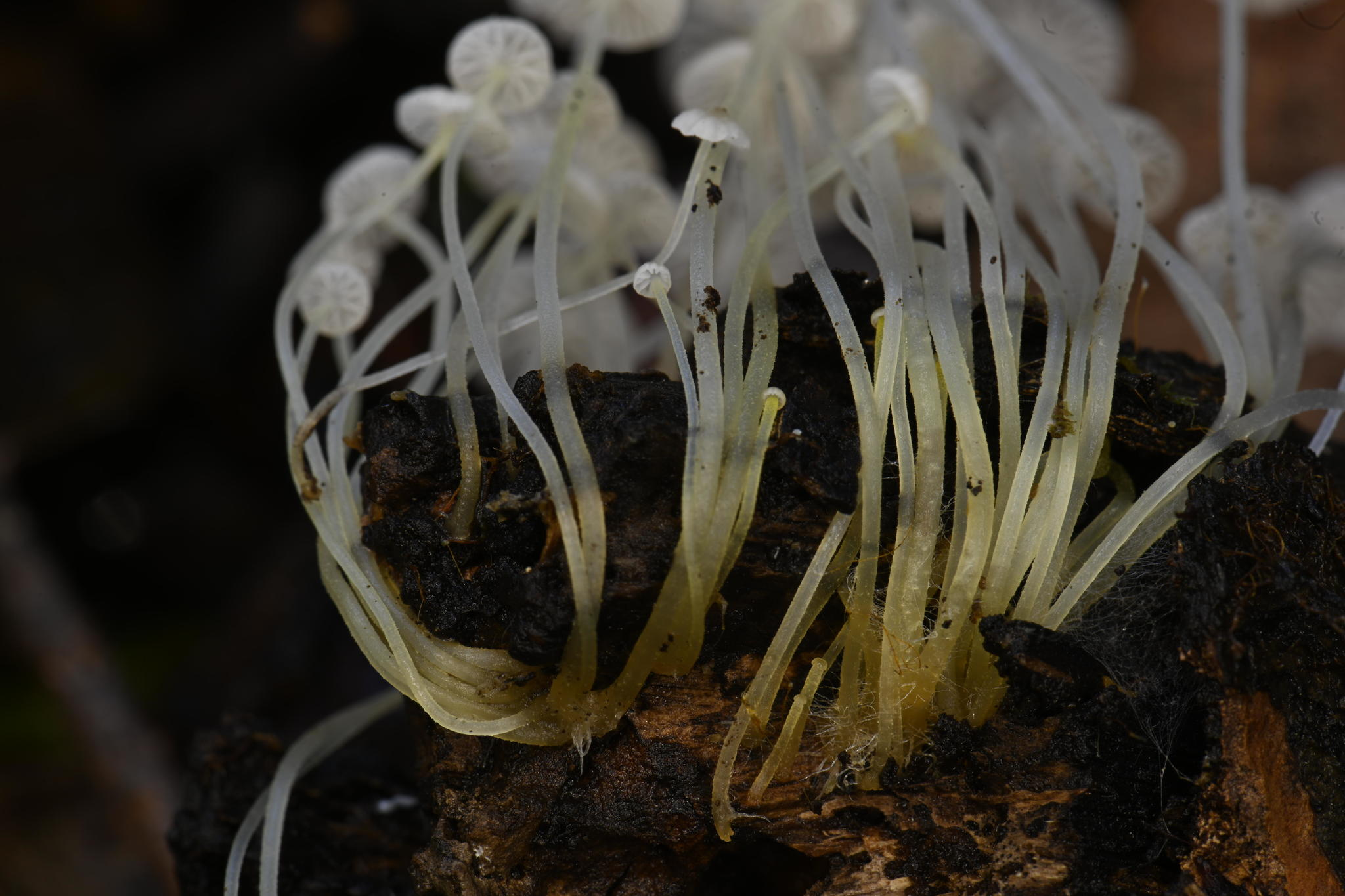
Steel
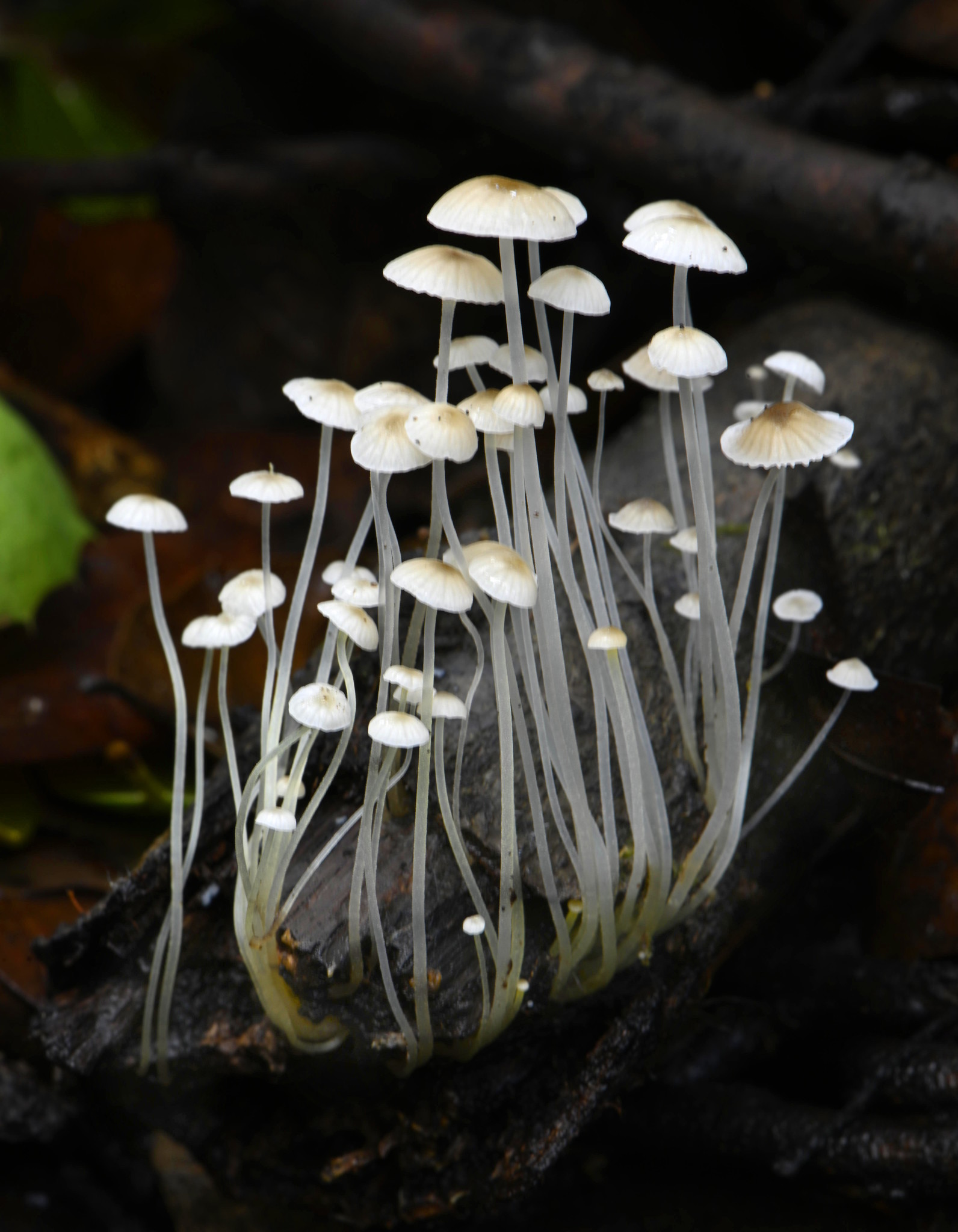
Steel